# Municipio de Wilbur
El municipio de Wilbur (en inglés: Wilbur Township) es un municipio ubicado en el condado de Brule en el estado estadounidense de Dakota del Sur. En el año 2010 tenía una población de 53 habitantes y una densidad poblacional de 0,57 personas por km².

## Geografía
El municipio de Wilbur se encuentra ubicado en las coordenadas 43°38′12″N 98°50′38″O / 43.63667, -98.84389. Según la Oficina del Censo de los Estados Unidos, el municipio tiene una superficie total de 92.79 km², de la cual 92,76 km² corresponden a tierra firme y (0,04 %) 0,04 km² es agua.

## Demografía
Según el censo de 2010, había 53 personas residiendo en el municipio de Wilbur. La densidad de población era de 0,57 hab./km². De los 53 habitantes, el municipio de Wilbur estaba compuesto por el 100 % blancos. Del total de la población el 0 % eran hispanos o latinos de cualquier raza.